# Carl Alexanderson (konstnär)
Carl Josef Alexanderson, född 22 september 1897 i Motala församling, Östergötlands län, död 3 oktober 1941 i Tureberg, Sollentuna församling, Stockholms län, var en svensk målare.

## Biografi
Alexandersson var en av de första i Sverige som gjorde fabriksmiljöer till huvudmotiv i ett konstnärskap. Alexanderson var bror till konstnärerna Märta Alexanderson och Gustav Alexanderson. Dessa var barn till byggmästaren Frans Josef Alexandersson och dennes hustru Anna Lovisa Berglund.
Carl Alexanderson genomgick Tekniska skolans konstindustriella avdelning 1917–1920. Han prövade därefter in vid Konstakademien. Efter avslutade studier reste han 1922 till Italien för att studera den primitivistiska konsten. 
År 1925 bildade han tillsammans med sina syskon konstnärsgruppen Fri konst under en utställning i Göteborg. Senare utökades gruppen och bytte namn till Nio Unga. Gruppen ställde ut på Liljevalchs 1926, 1929, 1930 och 1932, på Svensk-franska konstgalleriet 1932 samt på Charlottenborgsutställning 1932 innan konstgruppen upplöstes samma år.
Sin första separatutställning genomförde han 1936 på Konstnärshuset i Stockholm. Hans målningar av arbetslösa, fattiga och handikappade människor är viktiga historiska tidsdokument. Vid utställningen i Göteborg deltog han med sociala motiv som vädjar till medkänsla med de svaga i samhället. Vid samma tid tillkom ”Fabrikerna”, hans första målning med fabriksmotiv. Där syns en skog av skorstenar, något som han sedan skulle återkomma till många gånger.
Carl Alexanderson finns representerad vid Moderna Museet, Norrköpings konstmuseum samt vid Östergötlands, Linköpings stadsmuseum.
Han signerade sina verk med Carl J.Alex. Carl Alexanderson är gravsatt på Sollentuna kyrkogård.